# Deinococcus radiodurans
Deinococcus radiodurans (Brooks & Murray, 1981) è un batterio estremofilo, uno degli organismi più radioresistenti conosciuti al mondo. Si tratta di una specie particolare, in grado di resistere a dosi di radiazioni di gran lunga superiori a quelle necessarie per uccidere un qualsiasi animale. Il batterio è capace di riassemblare la struttura funzionale dei suoi cromosomi dopo che questi ultimi sono stati distrutti dal trattamento radioattivo. È, inoltre, in grado di sopravvivere a condizioni estreme di freddo, disidratazione, vuoto e acidità: per questo motivo è considerato anche un batterio poliestremofilo ed è stato inserito nel Guinness dei primati come la "forma di vita più resistente alle radiazioni del mondo".

## Nome e classificazione
Il nome scientifico Deinococcus radiodurans significa «terrificante cocco resistente alle radiazioni». Come conseguenza della sua capacità di resistenza è stato anche soprannominato "Conan il batterio".
Inizialmente classificato come Micrococcus (M. radiodurans), dopo attente valutazione del suo ribosoma, RNA ed altre caratteristiche evidenti, fu riclassificato come un Deinococcus strettamente correlato al genere Thermus, un tipo di batterio resistente al calore.
Deinococcus è l'unico genere dell'ordine Deinococcales; D. radiodurans è la specie più studiata del genere, ma tutti i batteri conosciuti dello stesso genere sono radioresistenti: D. proteolyticus, D. radiopugnans, D. radiophilus, D. grandis, D. indicus, D. frigens, D. saxicola, D. marmola, D. geothermalis e D. murrayi; gli ultimi due sono anche termofili.

## Scoperta
D. radiodurans fu scoperto nel 1956 da Arthur W. Anderson presso l'Oregon Agricultural Experiment Station di Corvallis nel corso di un esperimento per determinare se il cibo in scatola potesse essere sterilizzato utilizzando alte dosi di raggi gamma. Una confezione di carne in scatola fu esposta ad una cospicua dose di radiazioni, ritenute sufficienti ad uccidere tutte le forme di vita in essa presenti, ma ad una successiva analisi dell'alimento irraggiato fu isolato il batterio. La sequenza completa di D. radiodurans fu pubblicata nel 1999 dal The Institute for Genomic Research, seguita da un'analisi dettagliata nel 2001.

## Descrizione
D. radiodurans è un batterio di forma sferica, piuttosto grande avendo un diametro compreso tra 1,5 e 3,5 µm. Di solito si presenta in una struttura a quattro cellule costituente una tetrade; le colonie sono lisce, convesse, con un colore variabile dal rosa al rosso; può essere riprodotto in coltura e non appare essere causa di malattie.
Si presenta Gram-positivo, anche se la capsula è insolita e ricorda le pareti cellulari dei batteri Gram-negativi.
D. radiodurans non forma endospore, non è mobile ed è considerato un organismo aerobico nonché chemiorganotrofo, poiché utilizza l'ossigeno per ricavare energia dai composti organici del suo ambiente. Lo si trova spesso in habitat ricchi di materiale organico, come terra, feci, carne o nelle fognature, ma è stato isolato anche nei cibi disidratati, nelle polveri casalinghe, negli strumenti medici e nei tessuti dei vestiti.
È estremamente resistente alle radiazioni ionizzanti, ai raggi ultravioletti, alla luce ultravioletta, alla disidratazione, all'ossidazione ed all'esposizione ad agenti elettrofili.

## Il genoma
Il suo genoma è composto da due cromosomi di forma circolare, il primo composto da 2,65 milioni di coppie di basi, il secondo da 412 000 coppie di basi; un megaplasmide composto da 177 000 coppie di basi, ed un plasmide composto da 46 000 coppie di basi. È formato da circa 3 195 geni. Nella sua fase stazionaria, ciascuna cellula batterica contiene quattro copie del suo genoma. Nelle fasi di rapida moltiplicazione, ogni batterio contiene da 8 a 10 copie del genoma.

## Resistenza alla radioattività
Una dose di 10 Gy di radiazione ionizzante è sufficiente a uccidere un essere umano; una dose di 60 Gy è sufficiente a uccidere tutte le cellule di una coltura di E. coli; D. radiodurans è in grado di resistere ad una dose unitaria di 5 000 Gy senza perdere vitalità, mantenendone un 37% anche se sottoposto ad una dose di radiazioni pari a 15 000 Gy. Si stima che una dose di 5 000 Gy sia in grado di introdurre diverse centinaia di interruzioni nel DNA in un organismo. Oltre ai deinococchi si conoscono altre specie di batteri resistenti alla radiazioni: Chroococcidiopsis (phylum Cyanobacteria) ed alcune specie di rubrobatteri (phylum Actinobacteria). Tra gli archea, la specie Thermococcus gammatolerans mostra una resistenza comparabile con D. radiodurans.

## Meccanismo della resistenza alla radioattività
La resistenza di questo batterio alle radiazioni è dovuta sia al possesso di copie multiple del genoma, che al rapido meccanismo di riparazione del DNA. La riparazione dei cromosomi avviene nell'arco di 12-24 ore, attraverso due fasi di ricombinazione omologa: nella prima fase, D. radiodurans ricollega alcuni frammenti dei cromosomi attraverso un processo chiamato single-strand annealing (SSA); in quella successiva, una proteina ripara le interruzioni del doppio filamento. Questo processo di riparazione non introduce un maggior numero di mutazioni rispetto alla replicazione ordinaria.
Uno dei misteri ancora irrisolti di D. radiodurans è il motivo per cui il batterio manifesti un tale grado di resistenza alle radiazioni. Gli attuali livelli di radiazione di fondo dell'ambiente sono molto bassi: nella maggior parte dei casi si assestano su valori dell'ordine di 0,4 mGy all'anno, con alcune eccezioni che si discostano significativamente dalla media, come ad esempio a Ramsar, in Iran, dove il fondo naturale, seppur basso, raggiunge i 260 mGy all'anno. Con livelli di radiazione di fondo così ridotti, non si comprende quale possa essere stata la pressione selettiva che abbia potuto dare un vantaggio evolutivo ad un batterio così resistente alle radiazioni.
Valerie Mattimore e John R. Battista dell'Università della Louisiana hanno suggerito che la radioresistenza dell'organismo sia, piuttosto, un effetto collaterale di una prolungata essiccazione cellulare. A supporto di questa ipotesi hanno eseguito un esperimento nel quale hanno dimostrato che ceppi mutanti del batterio, altamente suscettibili al danneggiamento radioattivo, risultano altrettanto suscettibili ai danni dovuti ad una prolungata essiccazione; mentre gli esemplari wild-type sono resistenti ad entrambe.
Inoltre, durante la riparazione del DNA, D. radiodurans utilizza una proteina chiamata LEA (Late Embryogenesis Abundant) espressamente utilizzata per proteggere l'organismo dall'essiccazione.
Le analisi effettuate con microscopio elettronico a scansione mostrano, inoltre, che il DNA del batterio è organizzato in pacchetti toroidali molto compatti, che potrebbero rendere più agevole la riparazione del DNA.
Un team di ricercatori croati e francesi ha bombardato con radiazioni il DNA del batterio per seguire in dettaglio il meccanismo di riparazione. Almeno due copie del genoma, che avevano subito interruzioni casuali nel DNA, hanno potuto riformare i frammenti di DNA mediante il processo di annealing. La sintesi di regioni omologhe del DNA avveniva successivamente a partire dai frammenti parzialmente sovrapposti attraverso la formazione di un D-loop che continuava ad estendersi fino al riconoscimento di sezioni complementari. Il processo si concludeva con il crossing-over tramite ricombinazione omologa RecA-dipendente.
Micheal Daly ha suggerito che il batterio utilizzi il manganese (Mn) quale antiossidante per proteggersi dai danni da radiazione. Nel 2008 il suo team ha dimostrato che l'alto livello di Mn2+ intracellulare in D. radiodurans, protegge le proteine dai danni dovuti all'ossidazione per radiazione, e ha proposto l'idea che «è la proteina e non il DNA, il bersaglio principale dell'azione biologica [delle radiazioni ionizzanti] nei batteri sensibili, e l'estrema resistenza dei batteri che accumulano manganese dipende dalla protezione fornita a queste proteine».
In 2016, Massimiliano Peana e colleghi hanno riportato uno studio spettroscopico attraverso tecniche NMR, EPR e ESI-MS sull'interazione del Mn(II) con due peptidi, DP1 (DEHGTAVMLK) e DP2 (THMVLAKGED), la cui composizione amminoacidica è stata selezionata per includere gli amminoacidi prevalenti ritrovati negli estratti cell-free del batterio Deinococcus radiodurans contenenti i componenti capaci di conferire estrema resistenza alle radiazioni ionizzanti.
Un team di scienziati russi ed americani ha proposto che la radioresistenza di D. radiodurans (e di altri batteri simili come Rubrobacter radiotolerans e Rubrobacter xylanophylus) abbia origini marziane. L'evoluzione del microrganismo, secondo questi autori, potrebbe avere avuto luogo sulla superficie di Marte, per poi successivamente diffondersi sulla Terra come conseguenza di un impatto meteorico. È stato, infatti, ipotizzato che alcune rocce marziane possano aver ricevuto una sufficiente energia cinetica - tale da raggiungere la velocità di fuga - in seguito all'impatto di asteroidi o comete sulla superficie. L'effetto termico dell'impatto e dell'ingresso nell'atmosfera terrestre non avrebbe inattivato il batterio, già piuttosto resistente e protetto all'interno del meteorite (un'analisi della composizione di molte meteoriti marziane ha rivelato, infatti, che le parti più interne di questi oggetti non hanno mai superato i 100 °C). Tuttavia, a parte l'estrema resistenza alle radiazioni, D. radiodurans è geneticamente e biochimicamente molto simile ad altre forme di vita terrestri, una circostanza che depone contro l'ipotetica origine extraterrestre.

## Applicazioni
Attraverso l'utilizzo di tecniche di ingegneria genetica, il Deinococcus è stato usato a scopi ambientali per l'eliminazione, tramite digestione batterica, di solventi e metalli pesanti, anche in ambienti altamente radioattivi. Il gene codificante per l'enzima della mercurio-reduttasi batterica è stato clonato da Escherichia coli nel Deinococcus, per detossificare il residuo di mercurio presente nelle scorie radioattive generate nella produzione di armi nucleari. Gli stessi ricercatori hanno sviluppato un ceppo di Deinococcus capace di detossificare e bonificare sia il mercurio che il toluene nei depositi di scorie radioattive miste.
Il Craig Venter Institute ha utilizzato un sistema derivato dal meccanismo di riparazione rapida del DNA di D. radiodurans per assemblare frammenti sintetici di DNA nei cromosomi allo scopo finale di produrre un organismo sintetico chiamato Mycoplasma laboratorium.
Nel 2003, scienziati statunitensi hanno dimostrato che D. radiodurans potrebbe essere utilizzato come un dispositivo di memorizzazione capace di sopravvivere ad una catastrofe nucleare. I ricercatori tradussero la canzone It's a Small World in una serie di segmenti di DNA della lunghezza di 150 coppie di basi, la inserirono dentro il batterio, e furono in grado di recuperarla senza errori 100 generazioni batteriche dopo.

## Deinococcus radioduransnella cultura di massa
- Il videogioco Anarchy Online comprende un oggetto chiamato Deinococcus radiodurans, che nel gioco è utilizzato per produrre una "stim" (pozione) che riduce il danno da fonti radioattive.
- Il racconto di Michael F. Flynn "The Washer at the Ford" articola la sua trama intorno allo sviluppo di un trattamento di "vaccinazione contro le radiazioni" per mezzo di nanomacchine capaci di riparare il DNA tramite un meccanismo di riparazione ispirato a quello di D. radiodurans (a cui si fa riferimento col vecchio nome di M. radiodurans).